# Vicia ciceroidea
Vicia ciceroidea är en ärtväxtart som beskrevs av Pierre Edmond Boissier. Vicia ciceroidea ingår i släktet vickrar, och familjen ärtväxter. Inga underarter finns listade i Catalogue of Life.